# Dhahirah

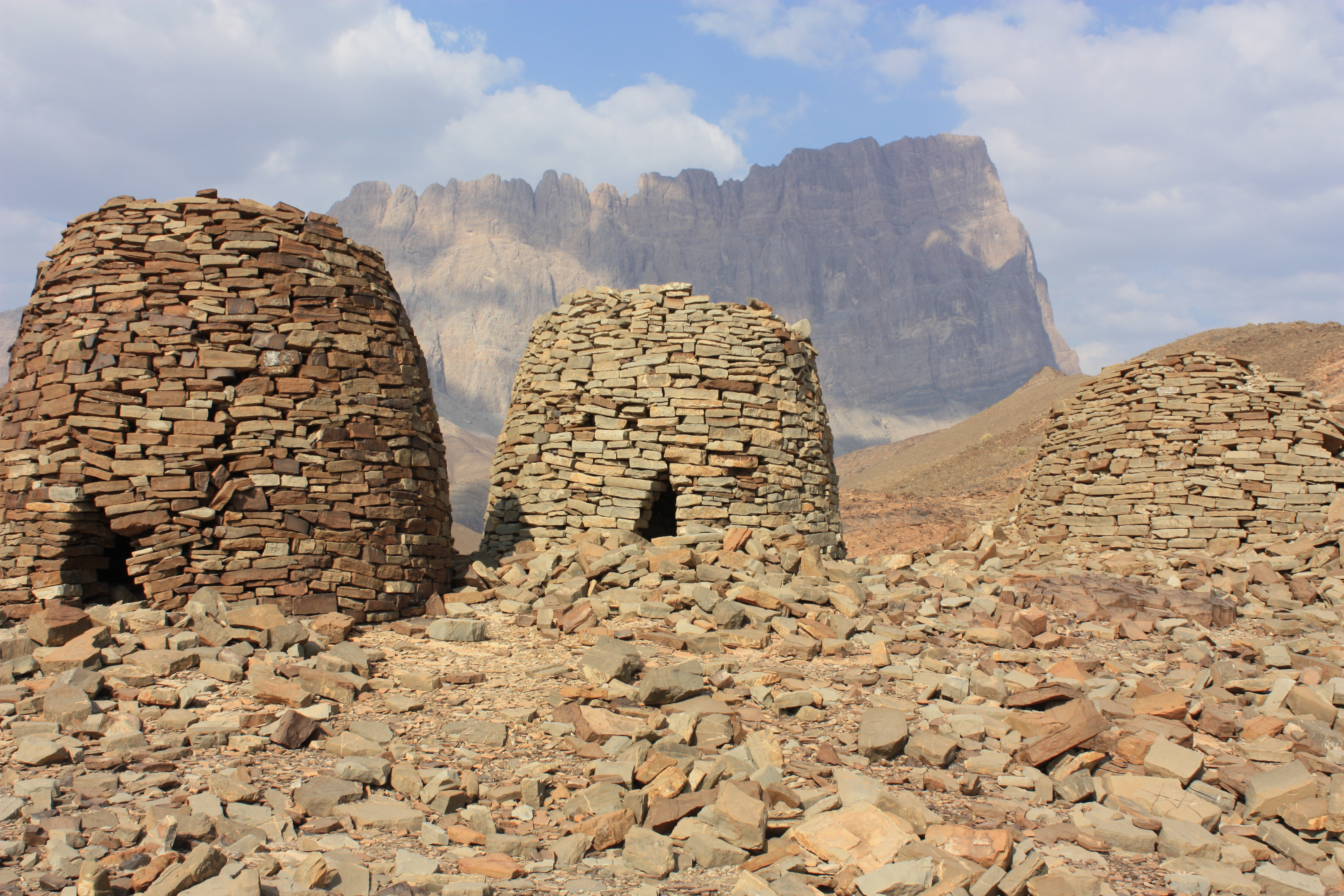
Tombes d'Al Ayn situades a Ibri, Az Zahirah, Omán.

Dhahirah o al-Zahira (àrab: الظاهرة, aẓ-Ẓāhira, literalment ‘l'Exterior’) és el nom dels territoris interiors d'Oman més enllà de les muntanyes del Jabal Akhdar fins al desert del Rub al-Khali. El nom el rep en oposició a al-Batina, que designa les zones litorals.